# Nomia foxii
Nomia foxii är en biart som beskrevs av Dalla Torre 1896. Nomia foxii ingår i släktet Nomia och familjen vägbin. Inga underarter finns listade i Catalogue of Life.